# Mughiphantes taczanowskii
Mughiphantes taczanowskii är en spindelart som först beskrevs av O. Pickard-Cambridge 1873.  Mughiphantes taczanowskii ingår i släktet Mughiphantes och familjen täckvävarspindlar. Inga underarter finns listade i Catalogue of Life.